# Biblioteca della Comunità Israelitica
Die Biblioteca della Comunità Israelitica in Rom war die bedeutendste jüdische Bibliothek in Italien. Sie wurde am 13. Oktober 1943, drei Tage vor der Deportation der römischen Juden, von deutscher Seite beschlagnahmt und in zwei Eisenbahnwaggons nach Deutschland verschickt. Die Sammlung von etwa 7.000 Werken befand sich im Obergeschoss der Großen Synagoge und war zu Beginn des 20. Jahrhunderts aus früheren Synagogen des Römer Ghettos hierher gebracht worden. Sie umfasste unschätzbar wertvolle Manuskripte, Inkunabeln und Soncino-Drucke. Ein Katalog existierte nicht und man schätzt, dass allein ein Viertel der Soncino-Drucke aus dem 15. und 16. Jahrhundert zum Bestand der Bibliothek zählten.

Seitdem fehlt von der Sammlung und einem Teil der geraubten Sammlung des Rabbinerkollegs in Rom, der mit demselben Zug verschickt wurde, jede Spur. 2002 wurde eine Kommission erstellt mit dem Ziel, das bibliographische Erbe der jüdischen Gemeinde Roms ausfindig zu machen. Die Kommission stieß bei ihrer Suche auf einen Bericht, der am 21. Januar 1944 an den Einsatzstab Reichsleiter Rosenberg – Sonderkommando Italien nach Berlin verschickt wurde und im Bundesarchiv aufbewahrt wird. Dieses Dokument beginnt wie folgt: 

„Monatsbericht Dezember 1943 - Durch einen Sondereinsatz in Rom wurde der Rest der dortigen Bibliothek der Synagoge in einen Waggon verladen und an das Institut zur Erforschung der Judenfrage in Frankfurt/M. aufgegeben. Weiteres Buchmaterial aus jüdischem Besitz ist in Rom nicht mehr zu erfassen.“

 Dies bezieht sich offensichtlich auf die letzte Bücherlieferung aus der Synagoge Rom, die am 23. Dezember 1943 stattfand.